# کلود کارارا
کلود کارارا (انگلیسی: Claude Carrara؛ زادهٔ تاریخ ورودی نامعتبر است) بازیکن فوتبال اهل فرانسه است.
از باشگاه‌هایی که در آن بازی کرده‌است می‌توان به اشاره کرد.
وی همچنین در تیم ملی فوتبال تاهیتی بازی کرده‌است.